# Bihale (gromada)
Bihale – dawna gromada, czyli najmniejsza jednostka podziału terytorialnego Polskiej Rzeczypospolitej Ludowej w latach 1954–1972.
Gromady, z gromadzkimi radami narodowymi (GRN) jako organami władzy najniższego stopnia na wsi, funkcjonowały od reformy reorganizującej administrację wiejską przeprowadzonej jesienią 1954 do momentu ich zniesienia z dniem 1 stycznia 1973, tym samym wypierając organizację gminną w latach 1954–1972.
Gromadę Bihale z siedzibą GRN w Bihalach utworzono – jako jedną z 8759 gromad na obszarze Polski – w powiecie lubaczowskim w woj. rzeszowskim na mocy uchwały nr 26/54 WRN w Rzeszowie z dnia 5 października 1954. W skład jednostki weszły obszary dotychczasowych gromad Bihale i Nowa Grobla ze zniesionej gminy Dąbków oraz obszar dotychczasowej gromady Sucha Wola ze zniesionej gminy Oleszyce Stare w powiecie lubaczowskim, ponadto obszar dotychczasowej gromady Czerniawka ze zniesionej gminy Laszki w powiecie jarosławskim w tymże województwie. Dla gromady ustalono 10 członków gromadzkiej rady narodowej.
1 stycznia 1959 z gromady Bihale wyłączono wieś Czerniawka, włączając ją do gromady Miękisz Nowy w powiecie radymniańskim w tymże województwie.
1 stycznia 1960 gromadę zniesiono, włączając jej obszar do gromad: Łukawiec (wieś Bihale), Dąbków (wieś Nowa Grobla) i Oleszyce Stare (wieś Sucha Wola) w tymże powiecie.